# C-evo
C-evo, originalmente Civilization Evolution, é um jogo de Estratégia por turnos. A primeira versão do jogo foi lançado em 21 de maio de 1999 e sua última atualização oficial foi em 06 de Abril de 2013.
O jogo é escrito em Delphi e o programa principal foi feito por Steffen Gerlach. O código fonte está em domínio público, mas os gráficos são freeware. C-evo é baseado em Sid Meier's Civilization e a intenção do projeto foi para corrigir o que foi visto como esquemas misturados em Civilization II.
Em seu site oficial é possível adquirir traduções para o jogo em vários idiomas, inteligências artificiais (jogadores controlados pelo computador), além de novas civilizações, gráficos, mapas, etc.